# 超級三等兵
《超級三等兵》是1997年台灣電影，導演、編劇及出品人是朱延平，由郝劭文、翁虹、吳宗憲領銜主演。該片是1996年電影《狗蛋大兵》的續集。

## 劇情
廖勾誕（狗蛋）的童年相當精彩，每天除了上課以外，就是去捉泥鰍、放風箏、搞怪，其他玩伴還有張小翠、賈正京及丑妹。狗蛋對小翠展開瘋狂追求，卻得不到小翠的好感。狗蛋傷心之餘，發現小翠原來是嫌自己太胖，「挖糞塗牆」立志減肥，訂下減肥計畫卻愈減愈肥。丑妹幫狗蛋的忙，卻愈幫愈忙。在學校旁邊的海防部隊，在班長聰憲的領導之下，每天無所事事，整天打打鳥、抓抓野雞混日子。因舊隊長被調走，部隊軍紀渙散，上面派來新的輔導官包勝男來督察軍紀。眾兵發現原來長官是女的，卻沒想到勝男果然“勝男”，操得眾兵推派班長去對她泡妞以“解救眾生”。一連串的泡妞行動於是產生，沒想到包勝男鐵面無私，聰憲反被整得很慘而逃兵。狗蛋為了討小翠歡心，想考好成績。於是考試時和丑妹聯合使出空前絕後的作弊絕招，不料被老師發現。狗蛋因此不敢回家，帶著丑妹一起逃學。狗蛋、丑妹與聰憲在廢墟不期而遇，剛好又碰上不法的走私集團正在交易。陰錯陽差之下，狗蛋及聰憲抓住犯罪份子，立了大功。

## 角色
| 演員   | 角色                 | 备注                                                                               |
| 郝邵文 | 廖勾誕               | 綽號狗蛋，喜歡張小翠。                                                             |
| 翁虹   | 包勝男               | 中尉輔導長，鐵面無私，專治懶人。                                                   |
| 吳宗憲 | 吳聰憲               | 海防部隊第14中隊第8小隊下士班長，有點機車。                                        |
| 卓勝利 | 老師                 |                                                                                    |
| 張立威 | 士兵                 | 常常聽錯班長的命令。                                                               |
| 吳敏   | 廖勾誕媽媽           |                                                                                    |
| 張宇文 | 賈正京               | 男同學，也喜歡小翠。                                                               |
| 楊小黎 | 張小翠               | 女學生，功課優秀。                                                                 |
| 曹哲遠 | 丑妹                 |                                                                                    |
| 趙自強 | 紀卜塞               |                                                                                    |
| 許效舜 | 清潔阿婆（吳敏配音） | 來軍營幫忙清廚餘，因為和勝男幫忙搬餿水桶時誤中聰憲的放電術法而變得對聰憲死纏爛打。 |
| 庹宗民 | 綁匪                 |                                                                                    |
| 王浩權 |                      |                                                                                    |
| 高明偉 |                      |                                                                                    |
| 邱秀敏 | 老鴇                 |                                                                                    |

## 歌曲
- 片尾曲：〈我喜歡〉
  - 作詞：黃子佼
  - 作曲：小林亞星
  - 主唱：四大天王
  - 發行：威聚國際